# Jesce e facci grazia
Jesce e facci grazia è un film documentario del 2003 diretto da Paolo Jorio sulle cosiddette "parenti di San Gennaro", basato su una ricerca antropologica di Roberto De Simone.

## Trama
Durante i giorni del miracolo della liquefazione del sangue di San Gennaro, santo patrono di Napoli, le parenti siedono in chiesa in prima fila e intonano canti antichissimi per invocare il prodigio. Viene descritta la tradizione delle parenti di San Gennaro che affonda le radici nel mondo popolare napoletano e racchiude millenni di storia e di civiltà.